# 窪依凛
窪依 凛（くぼい りん、1979年7月28日 - ）は、日本の小説家。女性。神奈川県出身。清心女子高等学校中退。神奈川県立横浜平沼高等学校通信制（現・神奈川県立横浜修悠館高等学校）卒業。

## 経歴
- もりるのん名義で健友館いのち輝き文学賞で佳作を受賞。その後、ペンネームを窪依凛に改名し、『FLY』（文芸社）を刊行しホラー小説家としてデビュー。
- 2008年には扶桑社より『FLY』と『霊柩列車』（『エスケープ!』を改題）が文庫化された。

- ブログで一児の母親であることを公表している。

## 作品
- いじめられっ子は格好いい!（2002年、健友館）
- FLY（2003年、文芸社/2008年、扶桑社文庫）
- エスケープ!（2005年、文芸社）
  - 『霊柩列車』に改題（2008年、扶桑社文庫）
- 死神ブログ（2010年、文芸社）
- ループ!（2011年、文芸社）